# جيمس دبليو. دان
جيمس دبليو. دان (بالإنجليزية: James W. Dunn)‏ هو مدرب كرة سلة أمريكي، ولد في 16 أكتوبر 1911 في غروف سيتي ‏ في الولايات المتحدة، وتوفي في 9 أبريل 1983 في كينبونك في الولايات المتحدة.